# Das Model
| Оценки критиков | Оценки критиков |
| Источник        | Оценка          |
| --------------- | --------------- |
| AllMusic        | Без оценки      |

«Das Model» (с нем. — «Модель») — песня немецкой электронной группы Kraftwerk, четвёртый трек с их седьмого студийного альбома Die Mensch-Maschine 1978 года. Написана Ральфом Хюттером и Карлом Бартосом при участии художника Эмиля Шульта; спродюсирована Ральфом Хюттером и Флорианом Шнайдером. Впервые была издана синглом в ФРГ на 7-дюймовых грампластинках в 1978 году с песней «Neonlicht» на стороне «Б»; английская версия песни вышла на стороне «Б» сингла «Computer Love», изданного в Великобритании в 1981 году; после успешной ротации на радио, лейбл EMI — предположительно, против воли музыкантов — переиздал сингл с английской версией на второй стороне «А». В феврале следующего года сингл достиг первой строчки британского хит-парада синглов, в пределах которого продержался 21 неделю.
В 2014 году британский музыкальный журнал New Musical Express поместил англоязычную версию песни «The Model» в исполнении группы Kraftwerk на 55 место своего списка «500 величайших песен всех времён».
Кавер-версии песни исполнялись группами Rammstein, Die Toten Hosen и Big Black.

## Чарты
| Чарт (1978)                 | Наив. поз. |
| --------------------------- | ---------- |
| Нидерланды (Single Top 100) | 43         |
| Hot Dance Club Play         | 39         |

| Чарт (1982)                     | Наив. поз. |
| ------------------------------- | ---------- |
| Австралия (Kent Music Report)   | 33         |
| Германия (GfK)                  | 7          |
| Ирландия (IRMA)                 | 4          |
| Нидерланды (Single Top 100)     | 41         |
| Великобритания (OCC UK Singles) | 1          |